# Planet Stories

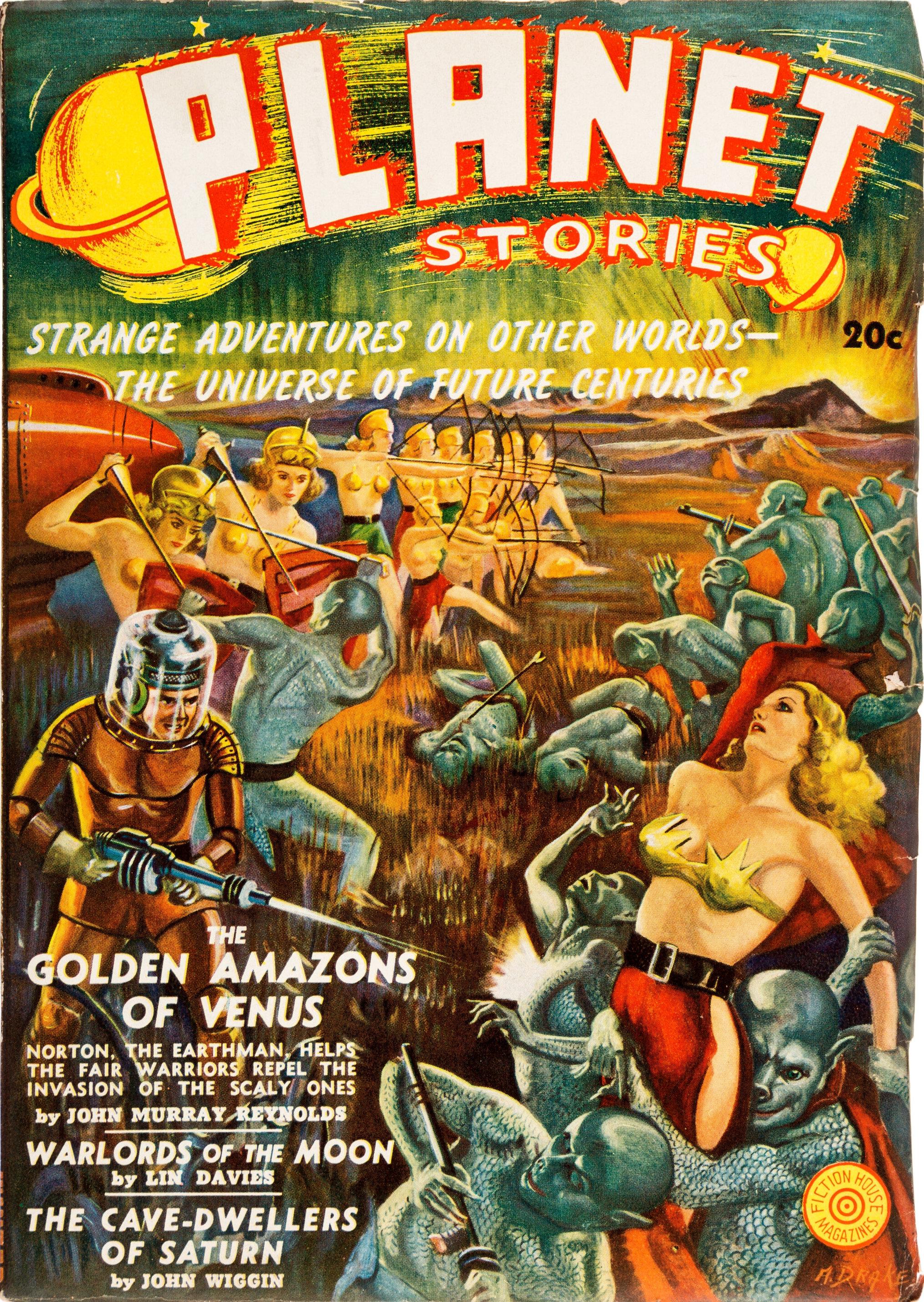
Copertina della rivista Planet Stories (vol.1, n.1, inverno 1939)

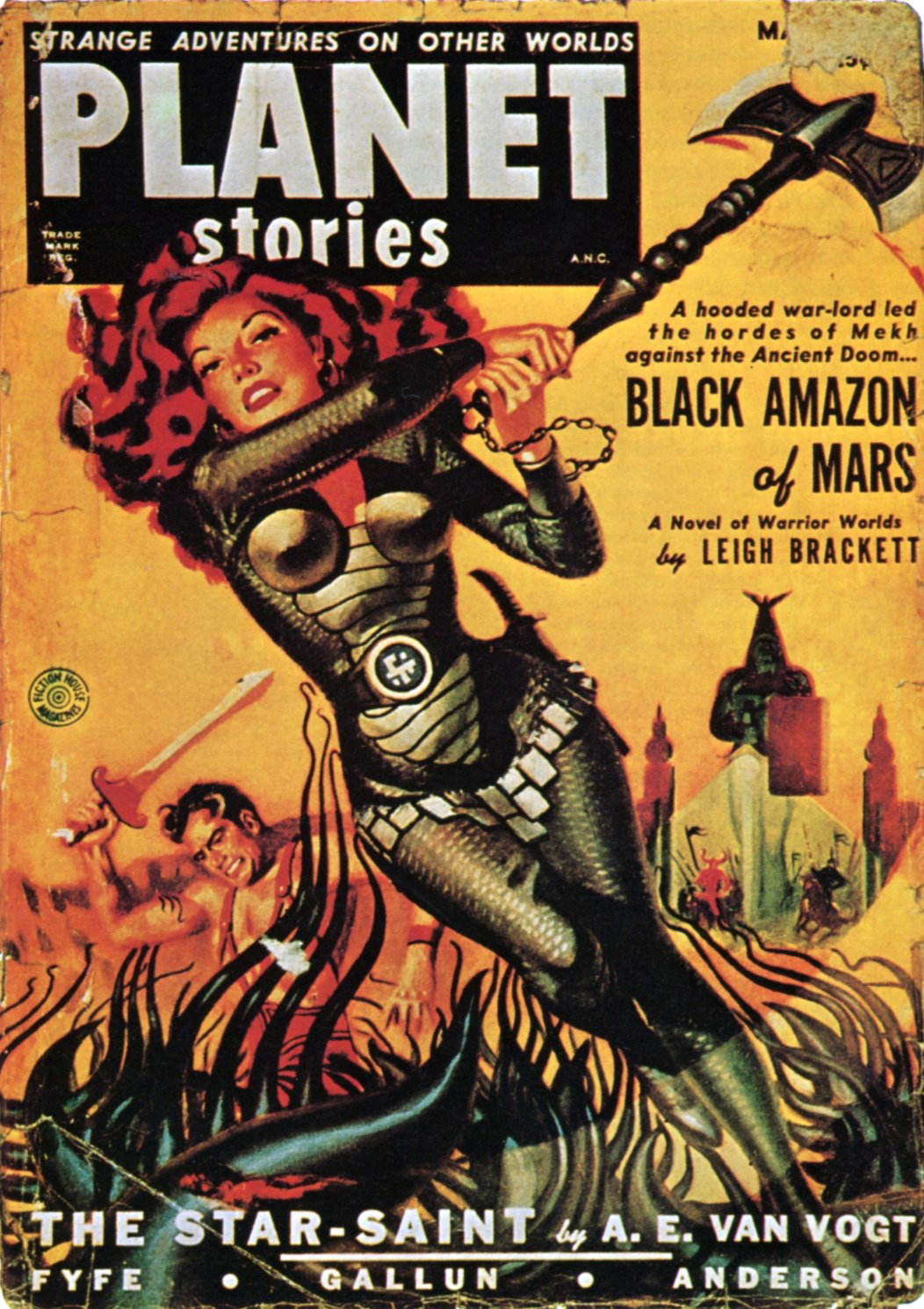
Copertina del marzo 1951 di Planet Stories. Illustrazione di Allen Anderson

Planet Stories è stata una rivista di fantascienza statunitense pubblicata dalla casa editrice Fiction House dal 1939 al 1955, per un totale di 71 numeri.

## Storia
Planet Stories fa parte della corposa produzione di riviste di science fiction apparse negli anni cinquanta negli Stati Uniti: le copertine, dai colori assai sgargianti tipici delle riviste pulp dell'epoca, ritraevano quasi sempre donne formose in situazioni di pericolo.
Le storie erano classiche avventure interplanetarie, con ambientazioni spaziali o su altri pianeti, e si rivolgeva inizialmente a un pubblico di lettori molto giovane. Venne pubblicata all'incirca nello stesso periodo di Planet Comics (1940-1953), rivista a fumetti di grande successo anch'essa edita dalla Fiction House, che influenzò positivamente anche le vendite iniziali di Planet Stories.
I due scrittori che sono maggiormente ricordati nella produzione letteraria della rivista sono Leigh Brackett e Ray Bradbury, che trattarono in particolare una romantica versione del pianeta Marte. Su Planet, Bradbury pubblicò una storia che precedeva le sue celeberrime Cronache marziane, mentre i più famosi racconti di Brackett sulla rivista furono una serie di avventure con protagonista Eric John Stark, dall'estate del 1949. Brackett e Bradbury collaborarono assieme a una storia, Lorelei delle Rosse Brume (Lorelei of the Red Mist, 1946).